# Експеримент Гейгера — Марсдена

Ліворуч. У моделі атома Томсона альфа-частинки мають проходити крізь атом майже без відхилення. Праворуч. Результати досліду Гейгера — Марсдена: деяка частина альфа-частинок розсіюється під великими кутами, вказуючи на існування в атомі маленького позитивно зарядженого надщільного ядра. Для наочності розміри ядра на малюнку значно збільшено, порівняно з розмірами електронної хмарки

Експеримент Гейгера — Марсдена або дослід Резерфорда — серія дослідів, проведених між 1909 і 1913 роками, в ході яких доведено існування атомного ядра — позитивно зарядженої «серцевини» атома, в якій зосереджена майже вся маса і яка займає всього одну мільярдну частину його об'єму. Учасниками цих експериментів були молодий німецький фізик Ганс Гейгер та студент з Нової Зеландії Ернест Марсден. Керував проведенням експерименту Ернест Резерфорд.
Вони виявили відхилення альфа-частинок на великі кути під час їх проходження через тонку золоту фольгу. На кути понад 90° розсіювалася лише одна з 8000 альфа-частинок. Іноді спостерігалося зворотне розсіювання альфа-частинок (відповідає 180°). Панівна на той час модель атома Томсона не могла пояснити парадоксальні результати цих експериментів, оскільки ймовірність розсіювання на великі кути в цій моделі мала б бути близько 10−3500.[⇨]
Для пояснення розсіювання альфа-частинок на великі кути Резерфорд у статті, опублікованій 1911 року, запропонував планетарну модель атома, в якій майже вся маса атома зосереджена в крихітному, порівняно з його розмірами, надщільному ядрі. За результатами опрацювання статистики розсіянь, він наводить у цій самій статті розрахунки розміру ядра атома золота, і його результат лише на 20 % відрізняється від сучасного значення.[⇨]
Останній експеримент 1913 року був дуже важливим для фізики, оскільки вперше підтвердив гіпотезу про існування атомного ядра, що привело до подальшого розвитку планетарної моделі атома Резерфорда.[⇨]

## Передісторія

### Попередні теорії будови атома

Модель атома «сливового пудингу», яку запропонував Томсон. Негативно заряджені електрони плавають у позитивній хмарі

Популярною теорією атомної структури під час експерименту Резерфорда була «модель сливового пудингу» — модель атома Томсона, хоча він сам так свою модель не називав. Цю модель розробив лорд Кельвін та доопрацював Дж. Дж. Томсон, який відкрив електрон. Томсон уявляв атом у вигляді сфери з позитивним зарядом, по якій розподілено електрони, подібно до родзинок у різдвяному пудингу. Про існування протонів та нейтронів на той час не було відомо. Було відомо, що атоми дуже крихітні (Резерфорд припустив, що їхній радіус близько 10−8 м). Ця модель повністю заснована на класичній (ньютонівській) фізиці та електродинаміці; тоді як сучасна модель використовує квантову механіку.
Модель Томсона не була загальноприйнятою навіть до експериментів Резерфорда. Сам Томсон так і не зміг розробити повну та стабільну модель своєї концепції. Японський вчений Хантаро Наґаока відкидав модель Томсона на підставі того, що протилежні заряди не можуть проникати один в одного. Натомість він запропонував, що електрони мають обертатися навколо позитивного заряду, як кільця навколо Сатурна.

### Наслідки моделі сливового пудингу
Альфа-частинка — це субмікроскопічна позитивно заряджена частинка речовини. Згідно з моделлю Томсона, якби альфа-частинка зіткнулася з атомом, вона просто пролетіла б наскрізь, відхилившись щонайбільше на частку градуса. В атомному масштабі поняття «тверда речовина» втрачає сенс. Атом Томсона — це сфера з позитивним електричним зарядом, закріплена на місці своєю масою. Таким чином, альфа-частинка не відскакуватиме від атома, як кулька, але може пройти крізь нього, якщо електричні поля атома досить слабкі, щоб дозволити це. Модель Томсона передбачала, що електричні поля в атомі надто слабкі, щоб сильно впливати на альфа-частинку, яка пролітає крізь нього з великою швидкістю. І негативний, і позитивний заряди всередині атома Томсона розподілені по всьому його об'єму. Відповідно до закону Кулона, що менш сконцентрована сфера електричного заряду, то слабшим буде електричне поле на поверхні цієї сфери.

Розсіювання альфа-частинки на рівномірно зарядженій сфері. Кут одноразового розсіювання в цій моделі виходить дуже малим

Як приклад можна розглянути альфа-частинку, що проходить по дотичній до атома золота в моделі Томсона, де вона зазнаватиме дії найсильнішого електричного поля і, отже, набуде максимального відхилення на кут θ. Оскільки електрони дуже легкі порівняно з альфа-частинками, їх впливом можна знехтувати, тому атом можна розглядати як важку сферу з позитивним зарядом.
{\displaystyle Q_{g}} — позитивний заряд атома золота (79 e = 1.266×10−17 Кл)
{\displaystyle Q_{\alpha }} — заряд альфа-частинки (2 e = 3.204×10−19 Кл)
{\displaystyle r} — радіус атома золота (1.44×10−10 м)
{\displaystyle v} — швидкість альфа-частинки (1.53×107 м/с)
{\displaystyle m} — маса альфа-частинки (6.645×10−27 кг)
{\displaystyle k} — електростатична стала (8.998×109 Н·м2/Кл2)
Спираючись на класичну фізику, поперечну зміну імпульсу {\displaystyle p_{y}} альфа-частинки можна апроксимувати, використавши співвідношення між імпульсом і виразом для кулонівської сили:
{\displaystyle p_{y}={\bar {F}}t<k{\frac {Q_{\alpha }Q_{g}}{r^{2}}}\cdot {\frac {2r}{v}}}
Звідси за малих кутів
{\displaystyle \tan \theta ={\frac {p_{y}}{p_{x}}}<k{\frac {Q_{\alpha }Q_{g}}{r^{2}}}\cdot {\frac {2r}{v}}\cdot {\frac {1}{mv}}=8.987\times 10^{9}\cdot {\frac {3.204\times 10^{-19}\times 1.266\times 10^{-17}}{(1.44\times 10^{-10})^{2}}}\cdot {\frac {2\times 1.44\times 10^{-10}}{1.53\times 10^{7}}}\cdot {\frac {1}{6.645\times 10^{-27}\times 1.53\times 10^{7}}}}
{\displaystyle \theta <0.000325~{\text{рад}}~({\text{або}}~0.0186^{\circ })}
Наведений розрахунок — це лише наближення для процесу, що відбувається, коли альфа-частка наближається до атома Томсона, але точне значення відхилення в кращому випадку буде порядку невеликої частки градуса. Якби альфа-частинка пройшла через золоту фольгу завтовшки близько 0,4 мкм (2410 атомів) і зазнала максимального відхилення в тому ж напрямку (це малоймовірно), то відхилення все одно було б незначним.

## Передумови експерименту
Основу дослідження атома заклав Ернест Резерфорд: ще в Канаді він почав здогадуватися, що альфа-частинки можна використовувати для зондування структури атомів, однак зайнявся цим на практиці вже в Манчестері. В Манчестерському університеті працював німецький фізик-експериментатор Ганс Гейгер, який став основним помічником Резерфорда. 1909 року він сказав шефові, що старшокурсник Ернест Марсден шукає тему дипломного дослідження. Резерфорд згадав про свій канадський задум і запропонував Марсдену зайнятися відбиттям альфа-частинок від металевих поверхонь.

## Експериментальна установка Гейгера-Марсдена
Марсден спроєктував експериментальну установку і сам її виготовив. Це була герметична свинцева камера, всередині якої лежав шматочок радію. Альфа-частинки, які випромінював радій, проходили через вузький отвір у свинцевій пластині, з них утворювався добре колімований пучок, який падав на мішень з тонкої золотої фольги. Перед початком чергової серії спостережень із камери викачували повітря. У ній був покритий сірчистим цинком пересувний екран, що випромінював унаслідок ударів альфа-частинок слабкі спалахи світла. Змінюючи положення екрана, можна було реєструвати частинки, що відбилися від мішені під будь-яким кутом. Спалахи спостерігали через віконце у стінці камери за допомогою 50-кратного мікроскопа.

## Підсумки експериментів
За вказівкою Резерфорда Гейгер і Марсден провели низку експериментів, у яких вони спрямували пучок альфа-частинок на тонку металеву фольгу та виміряли діаграму розсіювання за допомогою флуоресцентного екрана. Вони помітили, що альфа-частинки відскакують від металевої фольги у всіх напрямках, деякі — прямо в напрямі джерела. Відповідно до моделі Томсона, це мало бути неможливо; всі альфа-частинки мали пройти наскрізь. Очевидно, ці частинки зіткнулися з електростатичною силою набагато більшою, ніж передбачала модель Томсона. Крім того, лише невелика частина альфа-частинок відхилялася більш ніж на 90 °. Більшість частинок летіли прямо через фольгу з незначним відхиленням.
Щоб пояснити цей результат, Резерфорд припустив, що позитивний заряд атома зосереджений у крихітному ядрі в його центрі. Це, своєю чергою, означало, що більшість об'єму атома була порожнім простором.

## Історія низки експериментів

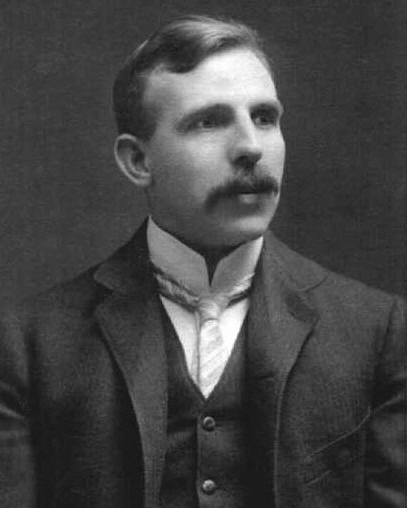
Ернест Резерфорд
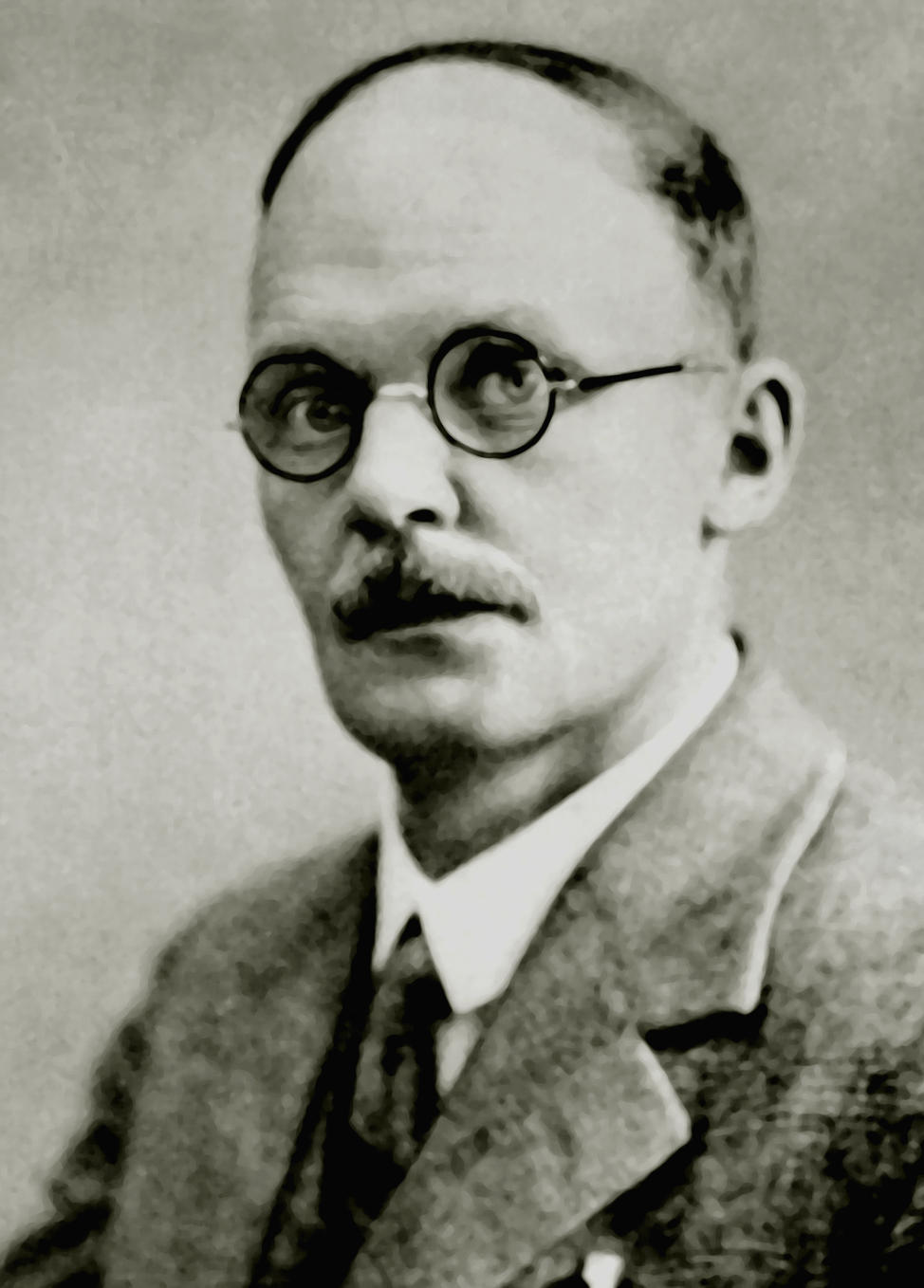
Ганс Гейгер
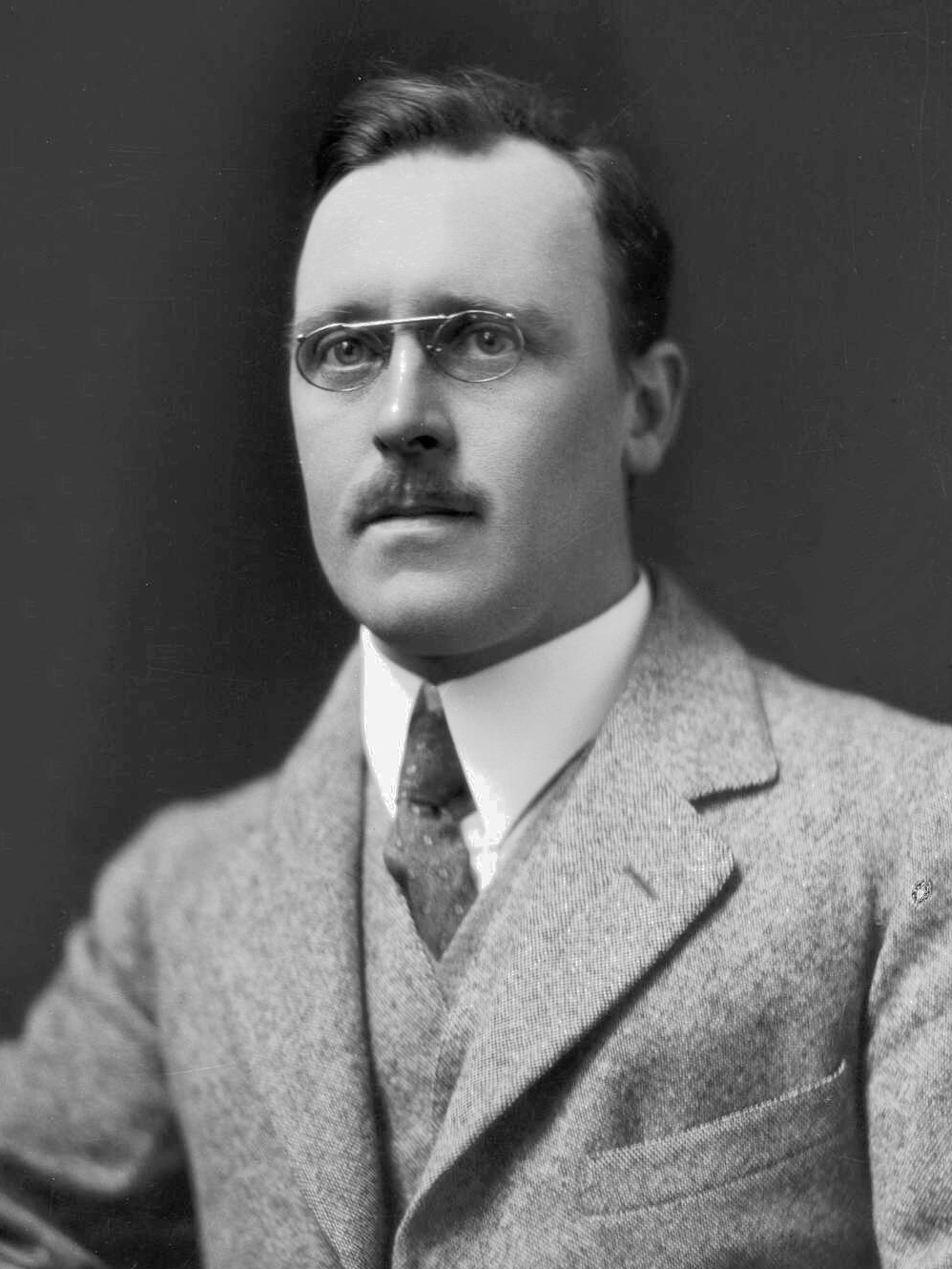
Ернест Марсден

Ернест Резерфорд був професором фізики в Університеті Вікторії в Манчестері нині Манчестерський університет). Він уже отримав багато нагород за дослідження радіації. Резерфорд відкрив альфа-промені, бета-промені та гамма-промені, і довів, що вони були наслідком розпаду атомів. 1906 року його відвідав німецький фізик Ганс Гейгер, і Резерфорд був настільки вражений, що попросив Гейгера залишитися і допомогти йому в його дослідженнях. Ернест Марсден був студентом-фізиком, який навчався у Гейгера.
Альфа-частинки — це крихітні позитивно заряджені частинки, спонтанно випромінювані деякими речовинами, такими як уран і радій. Резерфорд відкрив їх 1899 року. 1908 року він намагався точно виміряти для них відношення заряду до маси (питомий електричний заряд). Для цього йому спочатку потрібно було дізнатися, скільки альфа-частинок випускає його зразок радію (після чого він вимірював їхній загальний заряд і ділив одну величину на іншу). Альфа-частинки занадто малі, щоб їх можна було побачити в мікроскоп, але Резерфорд знав, що вони йонізують молекули повітря, і якщо повітря перебуває в електричному полі, то йони створюватимуть електричний струм. На цьому принципі Резерфорд і Гейгер розробили простий лічильний пристрій, який складався з двох електродів у скляній трубці. Кожна альфа-частинка, що пройшла через трубку, створює імпульс електрики, кількість яких можна підрахувати. Це була рання версія лічильника Гейгера.
Лічильник виявився ненадійним, тому що альфа-частинки надто сильно відхилялися через їхні зіткнення з молекулами повітря всередині камери приладу. Значна зміна траєкторій альфа-частинок означала, що не всі вони при проходженні через газ генерували однакову кількість іонів, що призводило до помилкових показів. Це спантеличило Резерфорда, оскільки він вважав альфа-частинки надто важкими, щоб їх можна було так сильно відхилити. Резерфорд попросив Гейгера з'ясувати, як сильно речовина може розсіювати альфа-промені.
Експерименти, які вони розробили, включали бомбардування металевої фольги альфа-частинками, для спостереження, як фольга розсіює їх залежно від товщини та властивостей матеріалу. Для визначення траєкторії частинок вони використовували флуоресцентний екран. Кожне попадання альфа-частинки на екран спричиняло крихітний спалах світла. Гейгер годинами працював у затемненій лабораторії, підраховуючи ці крихітні сцинтиляції за допомогою мікроскопа. Резерфорду не вистачило витримки для цієї роботи, тому він залишив її молодшим колегам. Вони випробували фольгу з багатьох металів, але вибрали золото, ковкість якого дала змогу зробити фольгу дуже тонкою. Як джерело альфа-частинок Резерфорд використав радон, речовину в кілька мільйонів разів радіоактивнішу, ніж уран.

### Експеримент 1908 року

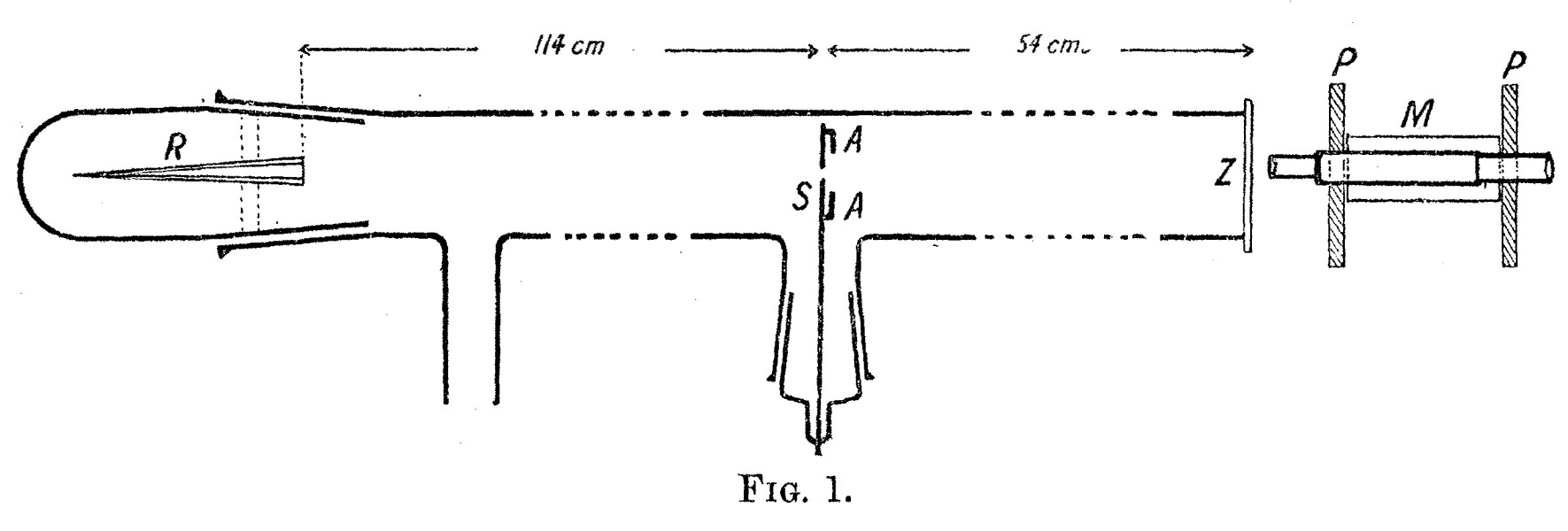
Цей апарат описано в статті 1908 року Ганса Гейгера. Він міг вимірювати відхилення лише на кілька градусів.

У статті Гейгера 1908 року «Про розсіювання α-частинок речовиною» описано такий експеримент. Він побудував довгу скляну трубку довжиною майже 2 м. На одному кінці трубки була деяка кількість «еманації радію» (R), яка слугувала джерелом альфа-частинок. Протилежний кінець трубки закривав фосфоресцентний екран (Z). У середині трубки був проріз завширшки 0,9 мм. Альфа-частинки від джерела R проходили через щілину і створювали на екрані світні плями. Для підрахунку сцинтиляцій на екрані та їх розкиду використовували мікроскоп із 50-разовим збільшенням (M). Гейгер відкачав усе повітря з трубки, щоб альфа-частинки не надто сильно розсіювалися, і вони залишили на екрані яскраве і чітке зображення, що відповідає формі щілини. Потім Гейгер впустив у трубку трохи повітря, і світна пляма стала розмитішою. Потім Гейгер відкачав повітря і помістив на щілину AA золоту фольгу. Це теж збільшило розмиття світлової плями на екрані. Цей експеримент продемонстрував, що і повітря, і тверда речовина можуть помітно розсіювати альфа-частинки. Апарат, однак, давав змогу спостерігати тільки невеликі кути відхилення. Резерфорд хотів знати, чи розсіюються альфа-частинки під ще більшими кутами - можливо, більшими від 90°.

### Експеримент 1909 року
У статті 1909 року «Про дифузне відбиття α-частинок» Гейгер і Марсден описали експеримент, за допомогою якого вони довели, що альфа-частинки дійсно можуть розсіюватися на кути більші від 90°. У своєму експерименті вони підготували невелику конічну скляну трубку (AB), яка містить «еманацію радію» (радон), «радій A» (справжній радій) та «радій C» (бісмут-214); її відкритий кінець закрили слюдою. Трубка слугувала випромінювачем альфа-частинок. Потім вони встановили свинцеву пластину (P), за якою помістили флуоресцентний екран (S). Трубку тримали на протилежному боці пластини, так що альфа-частинки, які вона випускала, не могли безпосередньо потрапляти на екран. Вони помітили кілька спалахів на екрані, тому що деякі альфа-частинки облітали пластину, відскакуючи від молекул повітря. Потім збоку від свинцевої пластини вони помістили металеву фольгу (R). Вони направили трубку на фольгу, щоб побачити, чи можуть альфа-частинки відбитися від неї і вдарити по екрану з іншого боку пластини, і спостерігали збільшення кількості сцинтиляцій на екрані. Підрахувавши сцинтиляції, вони виявили, що метали з більшою атомною масою (такі як золото, свинець, платина) відбивають більше альфа-частинок, ніж легші, такі як алюміній.
Потім Гейгер і Марсден вирішили оцінити загальну кількість відбитих альфа-частинок. Попередня установка була непридатна для цього, оскільки трубка містила кілька радіоактивних речовин (радій та продукти його розпаду) і, отже, альфа-частинки, які вона випускала, мали різні енергії, тому було складно визначити, з якою швидкістю трубка випускала альфа-частинки. Цього разу вони помістили невелику кількість радію C (бісмут-214) на свинцеву пластину; альфа-частинки відбивались від платинового відбивача (R) і потрапляли на екран. Вони виявили, що тільки крихітна частка альфа-частинок, що потрапили у відбивач, відскакувала на екран (в цьому випадку 1 з 8000).

### Експеримент 1910 року

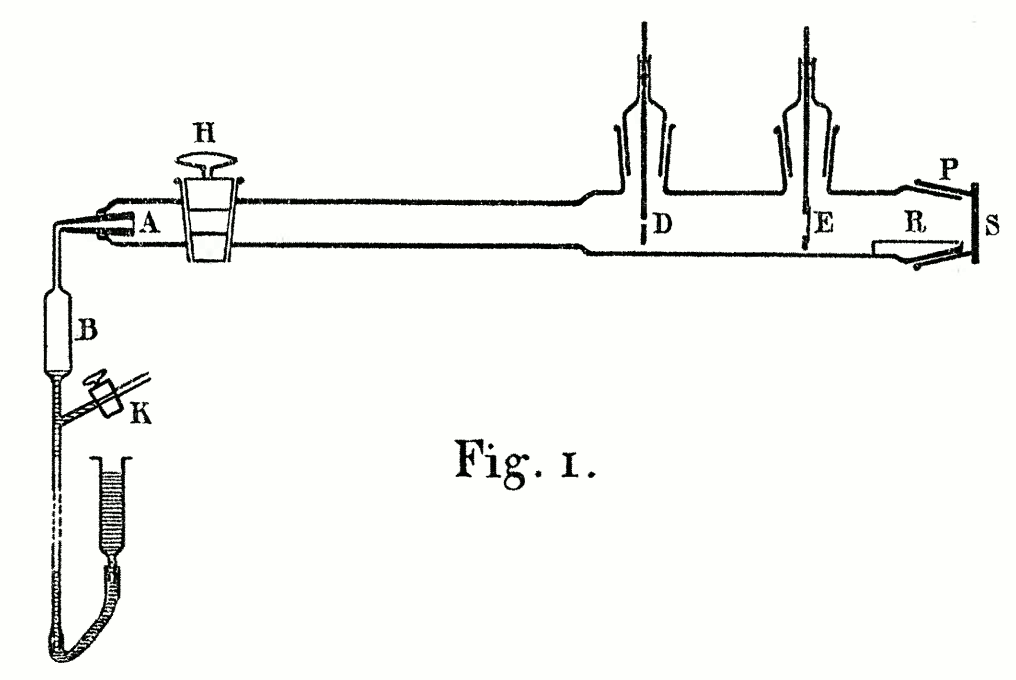
Цей пристрій Гейгер описав 1910 року. Його розроблено для точного вимірювання поведінки розсіювання залежно від матеріалу та товщини фольги.

У статті Гейгера 1910 року «Розсіювання α-частинок речовиною» описано експеримент, за допомогою якого він прагнув виміряти, як найімовірніший кут, на який відхиляється α-частинка, змінюється залежно від матеріалу, через який вона проходить, товщини фольги та швидкості альфа-частинок. Він сконструював герметичну скляну трубку, з якої відкачували повітря. На одному кінці було джерело (B), що містить «еманацію радію» (радон-222). За допомогою ртуті радон (B) було закачано у вузьку скляну трубку, кінець якої (A) було заповнено слюдою. На іншому кінці трубки містився флуоресцентний екран із сульфіду цинку (S). Мікроскоп, який він використовував для підрахунку спалахів на екрані, був прикріплений до вертикальної міліметрової шкали з верньєром, що давало змогу точно вимірювати, де на екрані з'являються спалахи світла, а отже й обчислювати кути відхилення частинок. Потік альфа-частинок, що випускаються з A, було звужено до пучка, який проходить через маленький округлий отвір у D. Щоб спостерігати зміни спалахів на екрані, Гейгер помістив металеву фольгу на шляху променів у D і E. Він також міг змінювати швидкість альфа-частинок, поміщаючи додаткові листи слюди або алюмінію в точці A.
Виходячи з вимірювань, Гейгер зробив такі висновки:
- найімовірніший кут відхилення зростає зі збільшенням товщини матеріалу;
- найімовірніший кут відхилення пропорційний атомній масі речовини;
- найімовірніший кут відхилення зменшується зі збільшенням швидкості альфа-частинок;
- для атома розміру 0,2 нм ймовірність того, що частинку буде відхилено більш ніж на 90°, мізерно мала, що суперечить експерименту.[23]

### Математична модель картини розсіювання
За результатами згаданих експериментів, Резерфорд опублікував 1911 року визначальну статтю під назвою «Розсіювння α- і β-частинок речовиною і структура атома», в якій припустив, що в центрі атома міститься електричний заряд дуже малого об'єму (насправді Резерфорд у своїх розрахунках вважав його точковим). Для своїх математичних розрахунків він припустив, що цей центральний заряд позитивний, але визнав, що не може цього довести і для уточнення теорії слід зачекати на результати інших експериментів.
Резерфорд розробив математичне рівняння, що описує розсіювання альфа-частинок фольгою, за умови, що весь позитивний заряд і більшість атомної маси зосереджено в одній точці в центрі атома.:72–74

Джерело альфа-часток (позначене зеленим) та кут розсіювання

{\displaystyle s={\frac {Xnt\csc ^{4}{\!\left({\tfrac {\phi }{2}}\right)}}{16r^{2}}}\cdot {\left({\frac {2Q_{n}Q_{\alpha }}{mv^{2}}}\right)}^{2}}
{\displaystyle s} — кількість альфа-частинок, що падають на одиницю площі під кутом відхилення {\displaystyle \phi };
{\displaystyle r} — відстань від точки падіння α-променів на розсівний матеріал;
{\displaystyle X} — загальна кількість частинок, що падають на розсівний матеріал;
{\displaystyle n} — кількість атомів у одиниці об'єму матеріалу;
{\displaystyle t} — товщина фольги;
{\displaystyle Q_{n}} — позитивний заряд атомного ядра;
{\displaystyle Q_{\alpha }} — позитивний заряд альфа-частинки;
{\displaystyle m} — маса альфа-частинки;
{\displaystyle v} — швидкість альфа-частинки.
За даними розсіювання Резерфорд оцінив центральний заряд {\displaystyle Q_{n}} приблизно в +100 одиниць (див. Планетарна модель атома).

### Експеримент 1913 року
У статті 1913 року «Закони відхилення α-частинок на великі кути» Гейгер і Марсден описали серію дослідів, за допомогою яких намагалися експериментально перевірити модель Резерфорда. Вона передбачає, що кількість спалахів за хвилину {\displaystyle s}, які будуть спостерігатися під заданим кутом {\displaystyle \phi }, буде пропорційною:
1. {\displaystyle csc^{4}(\phi /2)};
2. товщині фольги {\displaystyle t};
3. величині квадрата центрального заряду {\displaystyle Q_{n}};
4. {\displaystyle 1/(mv^{2})^{2}}.

У статті 1913 року описано чотири експерименти, за допомогою яких вони довели кожне з цих чотирьох співвідношень.

Щоб перевірити, як розсіювання змінюється залежно від кута відхилення (тобто, що {\displaystyle s\propto csc^{4}(\phi /2)}), Гейгер і Марсден побудували прилад, який складався з порожнистого металевого циліндра, встановленого на поворотному столі. Усередині циліндра була металева фольга (F) і джерело випромінювання, що містить радон (R), встановлене на окремій колоні (T), яка давала циліндру змогу обертатися незалежно. Колона також була трубкою, якою з циліндра відкачували повітря. Мікроскоп (M) із лінзою об'єктива, покритою флуоресцентним екраном із сульфіду цинку (S), проникав через стінку циліндра і фокусувався на поверхні металевої фольги. Повертаючи стіл, мікроскоп можна було переміщати біля фольги на повне коло, що давало Гейгеру змогу спостерігати і підраховувати альфа-частинки, відхилені на кут до 150°. Поправивши експериментальну похибку, Гейгер і Марсден виявили, що кількість альфа-часток, відхилених на заданий кут {\displaystyle \phi } дійсно пропорційна {\displaystyle csc^{4}(\phi /2)}.
Потім Гейгер і Марсден перевірили, як розсіювання змінюється залежно від товщини фольги (тобто, що {\displaystyle s\propto t}). Вони виготовили диск (S) із шістьма просвердленими отворами. Отвори закривали металевою фольгою (F) різної товщини або взагалі не закривали для контролю. Потім цей диск запечатали латунним кільцем (A) між двома скляними пластинами (B і C). Диск можна було обертати за допомогою стрижня (P), ставлячи якесь із вікон перед джерелом альфа-частинок (R). На задньому склі розташовувався екран із сульфіду цинку (Z). Гейгер і Марсден виявили, що кількість сцинтиляцій на екрані дійсно була пропорційна товщині плівок, коли вона була невеликою.
Гейгер і Марсден повторно використали згаданий вище прилад, щоб виміряти, як картина розсіювання змінюється залежно від квадрата заряду ядра (тобто, що {\displaystyle s\propto Q_{n}^{2}}). Вони не знали, який позитивний заряд ядер їхніх металів, але припустили, що він пропорційний атомній масі, тому перевірили, чи пропорційне розсіювання квадрату атомної маси. Гейгер та Марсден покрили отвори диска фольгою із золота, олова, срібла, міді та алюмінію. Вони виміряли гальмівну здатність кожної плівки, порівнявши її з еквівалентною товщиною повітря. Підрахували кількість сцинтиляцій за хвилину, спричинених кожною фольгою на екрані, і поділили цю кількість на еквівалент для повітря відповідної фольги, а потім знову поділили на квадратний корінь з атомної маси (Гейгер і Марсден знали, що для фольг із рівною гальмівною здатністю кількість атомів на одиницю площі пропорційна квадратному кореню з їхньої атомної маси). Таким чином, для кожного металу Гейгер та Марсден отримали кількість сцинтиляцій, спричинених фіксованою кількістю атомів. Потім для кожного металу вони поділили це число на квадрат атомної маси і виявили, що відношення були більш-менш однаковими. Отже, вони довели, що {\displaystyle s\propto Q_{n}^{2}}.
Нарешті, Гейгер і Марсден перевірили, як розсіювання змінюється залежно від швидкості альфа-частинок (тобто, чи {\displaystyle s\propto 1/v^{4}}). За допомогою того самого приладу вони сповільнили альфа-частинки, помістивши перед їх джерелом додаткові аркуші слюди. Вони виявили, що в межах експериментальної похибки кількість спалахів справді пропорційна {\displaystyle 1/v^{4}}.

### Резерфорд визначає, що ядро заряджене позитивно
У своїй статті 1911 року Резерфорд припустив, що центральний заряд атома позитивний, але негативний заряд також відповідав би його моделі розсіювання. У статті 1913 року він, ґрунтуючись на результатах експериментів з вивчення розсіювання альфа-частинок у різних газах, заявив, що «ядро» (як він тепер його називав) дійсно заряджене позитивно.
1917 року Резерфорд зі своїм помічником Вільямом Кеєм почали досліджувати проходження альфа-частинок через гази, такі як водень та азот. В експерименті, в якому вони опромінювали пучком альфа-частинок водень, альфа-частинки відкидали ядра водню вперед у напрямку променя, а не у протилежному напрямку. Під час опромінювання альфа-частинками азоту, вони виявили, що альфа-частинки вибивають із ядер азоту ядра водню (тобто протони).

## Спадок
Резерфорд був вражений, коли Гейгер повідомив про своє спостереження сильного відхилення альфа-частинок. У своїй лекції в Кембриджському університеті він сказав:

Це була найнеймовірніша подія, яка будь-коли траплялася зі мною в моєму житті. Це було майже так само неймовірно, як якби ви вистрілили 15-дюймовим снарядом у шматок цигаркового паперу, а він повернувся і вдарив вас. Поміркувавши, я зрозумів, що це розсіювання назад має бути результатом одного зіткнення, і коли я проробив обчислення, я побачив, що неможливо отримати щось такого порядку величини, якщо ви не візьмете систему, в якій більша частина маси атома зосереджена в крихітному ядрі. Саме тоді в мене виникла ідея про атом із крихітним масивним центром, який несе заряд.
Оригінальний текст (англ.)
It was quite the most incredible event that has ever happened to me in my life. It was almost as incredible as if you fired a 15-inch shell at a piece of tissue paper and it came back and hit you. On consideration, I realized that this scattering backward must be the result of a single collision, and when I made calculations I saw that it was impossible to get anything of that order of magnitude unless you took a system in which  the greater part of the mass of the atom was concentrated in a minute nucleus. It was then that I had the idea of an atom with a minute massive centre, carrying a charge.

Незабаром посипалися похвали. Хантаро Наґаока, який колись запропонував сатурніанську модель атома, 1911 року написав Резерфорду з Токіо: «Вітаю з простотою апарату, який ви використовуєте, і блискучими результатами, які ви отримали». Висновки цих експериментів показали, як влаштована вся речовина на Землі, і, отже, вплинули на всі наукові та інженерні дисципліни, зробивши їх одним із найважливіших наукових відкриттів усіх часів. Астроном Артур Еддінгтон назвав відкриття Резерфорда найважливішим науковим досягненням відтоді, як Демокріт припустив існування атома.
Як і більшість наукових моделей, атомна модель Резерфорда не була ні досконалою, ані закінченою. Згідно з класичною електродинамікою, вона була фактично неможливою. Заряджені частинки, що прискорюються, випромінюють електромагнітні хвилі, тому електрон, що обертається навколо атомного ядра, теоретично має через втрати енергії рухаючись уздовж спіралі впасти на ядро. Щоб розв'язати цю проблему, вченим довелося включити до моделі Резерфорда квантову механіку. Того ж року Нільс Бор запропонував розв'язок проблеми стабільності атома водню, внаслідок чого ядерна модель атома Резерфорда здобула загальне визнання.

### Використання
Ідею експерименту безпосередньо використовують у дослідженні матеріалів із важкими ядрами. Під час опромінювання поверхні кристала є шанс на відбиття альфа-частинок на великі кути і в бік джерела, як у дослідах Гейгера — Марсдена. В експерименті використовують альфа-частинки та прискорювач іонів до 1-3 МеВ. Вимірювання енергії розсіяних частинок залежно від кута дає інформацію про елементарний склад поверхні матеріалу.

## Виноски
Коментарі
1. ↑  Однак деякі дослідники вважають цю назву неправильною, оскільки її можна віднести лише до експерименту самого Резерфорда 1906 року (Leone et al.).

Примітки
1. ↑  Химия. Курс для средней школы / Пер. с англ. Семененко К. Н. — 2-е. — М. : Мир, 1971. — С. 367.
2. 1 2  Leone et al., 2018.
3. ↑  Canals, Enric Pérez Canals. История квантовой физики через эксперименты = Història de la Física Quàntica a través dels experiments. — 2018. — С. 54. Архівовано з джерела 25 квітня 2021
4. 1 2 3 4 5 6 7  Rutherford E. The Scattering of α and β Particles by Matter and the Structure of the Atom // Philosophical Magazine, Series 6 : journal. — 1911. — Vol. 21 (6 July). — P. 669—688. — DOI:10.1080/14786440508637080. Архівовано з джерела 12 лютого 2020.
5. ↑  The History of the Atom – Theories and Models. https://www.compoundchem.com/ (англ.). Архів оригіналу за 25 квітня 2021. Процитовано 25 квітня 2021. {{cite web}}: Зовнішнє посилання в |website= (довідка)
6. ↑  Thomson, Joseph J. (1904). On the Structure of the Atom: an Investigation of the Stability and Periods of Oscillation of a number of Corpuscles arranged at equal intervals around the Circumference of a Circle; with Application of the Results to the Theory of Atomic Structure (PDF). Philosophical Magazine. Series 6. 7 (39): 237. doi:10.1080/14786440409463107. Архів оригіналу за 9 жовтня 2022. Процитовано 13 квітня 2021.
7. 1 2 3 4 5 6  Baily, C. Early atomic models – from mechanical to quantum (1904–1913) // The European Physical Journal H. — 2013. — Т. 38 (6 липня). — С. 1—38. — arXiv:1208.5262. — DOI:10.1140/epjh/e2012-30009-7. Архівовано з джерела 25 квітня 2021.
8. ↑  Daintith, John; Gjertsen, Derek (1999). A Dictionary of Scientists. Oxford University Press. с. 395. ISBN 978-0-19-280086-2.
9. ↑  Nagaoka, Hantaro (1904). Kinetics of a System of Particles illustrating the Line and the Band Spectrum and the Phenomena of Radioactivity. Philosophical Magazine. Series 6. 7 (41): 445—455. doi:10.1080/14786440409463141. Архів оригіналу за 27 листопада 2017. Процитовано 13 квітня 2021.
10. ↑  HyperPhysics. Georgia State University. Архів оригіналу за 29 березня 2019. Процитовано 13 серпня 2014.
11. 1 2  Geiger and Marsden. Cavendish Laboratory. Архів оригіналу за 6 жовтня 2014. Процитовано 23 липня 2014.
12. ↑  Jewett, John W., Jr.; Serway, Raymond A. (2014). Early Models of the Atom. Physics for Scientists and Engineers with Modern Physics (вид. 9th). Brooks/Cole. с. 1299.
13. ↑  Canals, 2018, с. 53.
14. ↑  Fowler, Michael. Rutherford Scattering. Lecture notes for Physics 252. University of Virginia. Архів оригіналу за 13 жовтня 2019. Процитовано 23 липня 2014.
15. ↑  Manners, Joy (2000). Quantum Physics: An Introduction. CRC Press. ISBN 978-0-7503-0720-8.
16. ↑  Горелов, А. А. Концепции современного естествознания: учебное пособие для среднего профессионального образования / А. А. Горелов. — 4-е изд., перераб. и доп. — М. : Юрайт, 2019. — С. 47. — ISBN 978-5-534-10214-7. Архівовано з джерела 24 червня 2021
17. ↑  Pais, Abraham (1986). Inward bound : of matter and forces in the physical world. Oxford Oxfordshire New York: Clarendon Press Oxford University Press. ISBN 9780198519973.
18. 1 2 3  Heilbron, John L. (2003). Ernest Rutherford and the Explosion of Atoms. Oxford University Press. ISBN 978-0-19-512378-4.
19. 1 2  Reeves, Richard (2008). A Force of Nature: The Frontier Genius of Ernest Rutherford. W. W. Norton & Co. ISBN 978-0-393-07604-2.
20. ↑  Tibbetts, Gary (2007). How the Great Scientists Reasoned: The Scientific Method in Action. Elsevier. ISBN 978-0-12-398498-2.
21. 1 2  Geiger, Hans (1908). On the Scattering of α-Particles by Matter. Proceedings of the Royal Society of London A. 81 (546): 174—177. Bibcode:1908RSPSA..81..174G. doi:10.1098/rspa.1908.0067.
22. 1 2  Geiger, Hans; Marsden, Ernest (1909). On a Diffuse Reflection of the α-Particles. Proceedings of the Royal Society of London A. 82 (557): 495—500. Bibcode:1909RSPSA..82..495G. doi:10.1098/rspa.1909.0054.
23. 1 2  Geiger, Hans (1910). The Scattering of the α-Particles by Matter. Proceedings of the Royal Society of London A. 83 (565): 492—504. Bibcode:1910RSPSA..83..492G. doi:10.1098/rspa.1910.0038.
24. ↑  Ландау Л. Д., Лифшиц Е. М.
 . Механика. 5-е изд. — М. : Физматлит, 2004. — 224 с. — (Курс теоретической физики, том 1) — ISBN 5-9221-0055-6. (рос.)
25. 1 2 3 4 5 6 7  Geiger, Hans; Marsden, Ernest (1913). The Laws of Deflexion of α Particles through Large Angles (PDF). Philosophical Magazine. Series 6. 25 (148): 604—623. doi:10.1080/14786440408634197. Архів оригіналу (PDF) за 24 жовтня 2018. Процитовано 13 квітня 2021.
26. 1 2  Rutherford's Nuclear World: The Story of the Discovery of the Nucleus. American Institute of Physics. Архів оригіналу за 24 жовтня 2016. Процитовано 23 жовтня 2014.
27. ↑  Rutherford, Ernest; Nuttal, John Mitchell (1913). Scattering of α-Particles by Gases. Philosophical Magazine. Series 6. 26 (154): 702—712. doi:10.1080/14786441308635014.
28. ↑  Rutherford, Ernest; Ratcliffe, John A. (1938). Forty Years of Physics. У Needham, Joseph; Pagel, Walter (ред.). Background to Modern Science. Cambridge University Press.
29. ↑  Oura, K.; Lifshits, V. G.; Saranin, A. A.; Zotov, A. V.; Katayama, M. (2003). Surface Science: An Introduction. Springer-Verlag. ISBN 3-540-00545-5.